# Ji Jin-hee
Ji Jin-hee es un actor surcoreano.

## Carrera
Es más conocido por sus roles principales en los dramas históricos de televisión Dae Jang Geum (2003) y Dong Yi (2010).
En abril de 2021 se unió al elenco principal de la serie Undercover donde interpretó a Han Jung-hyun de adulto, un hombre que ha estado escondiendo su identidad por mucho tiempo, hasta el final de la serie el 12 de junio del mismo año. Mientras que al actor Yeon Woo-jin interpretó a Jung-hyun de ajoven.
En mayo del mismo año realizó una aparición especial en la serie Move to Heaven donde dio vida a Jung-woo, el padre de Gu-ru (Lee Je-hoon), un hombre de buen corazón que dirige "Move to Heaven", un servicio de eliminación de pertenencias de los fallecidos.
El 4 de agosto del mismo año se unió al elenco principal de la serie The Road: Tragedy of One donde interpretó a Baek Soo-hyun, un frío presentador de noticias nacional en quien el público confía y respeta, hasta el final de la serie el 9 de septiembre del mismo año.

## Filmografía

### Series
| Año  | Título                           | Rol                       | Red         | Notas                        | Ref.              |
| ---- | -------------------------------- | ------------------------- | ----------- | ---------------------------- | ----------------- |
| 2000 | Female Secretary                 |                           | KBS2        |                              |                   |
| 2000 | Beautiful Man                    |                           | MBC         | MBC Best Theater             |                   |
| 2000 | Juliet's Man                     | Choi Seung-woo            | SBS         |                              |                   |
| 2001 | Seongju Puri                     | Han Tae-suk               | MBC         | MBC Best Theater             |                   |
| 2001 | Four Sisters                     |                           | MBC         |                              |                   |
| 2002 | Afternoon After the Passing Rain | Hong Dae-jin              | MBC/Fuji TV | Coproduccion coreanojaponesa |                   |
| 2003 | Love Letter                      | Jung Woo-jin              | MBC         |                              |                   |
| 2003 | Our Writing Class                |                           | MBC         | MBC Best Theater             |                   |
| 2003 | Farewell Waltz                   |                           | MBC         | MBC Best Theater             |                   |
| 2003 | Dae Jang Geum                    | Min Jeong-ho              | MBC         |                              |                   |
| 2003 | What's in Her Refrigerator?      |                           | MBC         | Hanppyeom Drama              |                   |
| 2004 | Miss Kim's Million Dollar Quest  | Park Moo-yeol             | SBS         |                              |                   |
| 2004 | Big Brother Is Back              |                           | MBC         | MBC Best Theater             |                   |
| 2005 | Spring Days                      | Go Eun-ho                 | SBS         |                              |                   |
| 2005 | Rosy Life                        | Propietario del café      | MBC         | Hanppyeom Drama              |                   |
| 2005 | The 100th Bride                  | Han Wei                   |             | Serie taiwanesa              |                   |
| 2008 | Spotlight                        | Oh Tae-suk                | MBC         |                              |                   |
| 2008 | Star's Lover                     | Exnovio de Ma-ri          | SBS         | Cameo, episodio 8            |                   |
| 2009 | He Who Can't Marry               | Jo Jae-hee                | KBS2        |                              |                   |
| 2010 | Dong Yi                          | King Sukjong              | MBC         |                              |                   |
| 2012 | Take Care of Us, Captain         | Kim Yoon-sung             | SBS         |                              |                   |
| 2012 | My Husband Got a Family          | Pastor                    | KBS2        | Cameo, episodio 19           |                   |
| 2012 | The Great Seer                   | Yi Seong-gye              | SBS         |                              |                   |
| 2013 | Dating Agency: Cyrano            | Seon Jung-nam             | tvN         | Cameo, episodio 1            |                   |
| 2013 | One Warm Word                    | Yoo Jae-hak               | SBS         |                              |                   |
| 2015 | Blood                            | Lee Jae-wook              | KBS2        |                              |                   |
| 2015 | Late Night Restaurant            | Young-shik                | SBS         | Invitado, episodios 4-5      |                   |
| 2015 | I Have a Lover                   | Choi Jin-eon              | SBS         |                              |                   |
| 2015 | Snow Lotus Flower (Lucid Dream)  | Lee Soo Hyun              | SBS         |                              |                   |
| 2016 | Second To Last Love              | Go Sang-sik               | SBS         |                              |                   |
| 2018 | Misty                            | Kang Tae-wook             | JTBC        |                              |                   |
| 2019 | Designated Survivor: 60 Days     | Park Mu-jin               | tvN         |                              |                   |
| 2021 | Move to Heaven                   | Jung-woo                  | Netflix     |                              | [ 3 ]             |
| 2021 | Under Cover                      | Han Jung-hyun (de adulto) | JTBC        |                              |                   |
| 2021 | The Road: Tragedy of One         | Baek Soo-hyun             | tvN         |                              |                   |
| 2024 | El amor vuelve a casa            | Byeon Moo-jin             | JTBC        |                              | [ 7 ] [ 8 ] [ 9 ] |
| 2025 | Kick Kick Kick Kick              | Ji Jin-hee                | KBS2        |                              | [ 10 ] [ 11 ]     |

### Películas
| Año  | Título                                | Rol                            | Notas                  |
| ---- | ------------------------------------- | ------------------------------ | ---------------------- |
| 2002 | H                                     | Detective Kang Tae-hyun        |                        |
| 2003 | If You Were Me                        | conductor                      | segmento: "Face Value" |
| 2005 | Perhaps Love                          | Monty                          | película china         |
| 2006 | Bewitching Attraction                 | Park Seok-gyu                  |                        |
| 2007 | The Old Garden                        | Oh Hyun-woo                    |                        |
| 2007 | Soo                                   | Jang Tae-soo                   |                        |
| 2007 | Meet Mr. Daddy                        | esposo de Ha Sun-young (cameo) |                        |
| 2009 | Paradise                              | Il-ho                          | telecinema             |
| 2010 | Parallel Life                         | Kim Seok-hyun                  |                        |
| 2010 | Looking for My Wife                   | Ji Sung-hee                    |                        |
| 2011 | Thomas & Friends: Misty Island Rescue | Narrador (doblaje coreano)     | película animada       |
| 2012 | Love Fiction                          | Joo-ro                         |                        |
| 2012 | Ghost Sweepers                        | [NA]: {{{1}}}                  |                        |
| 2014 | On the Way                            | Park Jun-ho                    | película China         |
| 2014 | Bad Sister                            |                                | película China         |
| 2015 | Helios                                | Choi Min-ho                    | película Hong Kong     |
| 2015 | Summer Snow                           | Myung-hwan                     |                        |

### Vídeos musicales
| Año  | Título                    | Artista     |
| ---- | ------------------------- | ----------- |
| 1999 | "Like a Third-rate Movie" | Jo Sung-bin |
| 2000 | "Once Upon a Day"         | Kim Bum-soo |
| 2001 | "Never"                   | Jo Sung-mo  |

## Discografía
| Año  | Título                          | Artista                                                                            | Notas                   |
| ---- | ------------------------------- | ---------------------------------------------------------------------------------- | ----------------------- |
| 2002 | "Maria's Bath"                  | Jo Seung-woo, Yum Jung-ah, Ji Jin-hee                                              | H OST                   |
| 2005 | "The Pain and Even the Sadness" | Ji Jin-hee                                                                         | Spring Day OST          |
| 2005 | "Fate"                          | Jacky Cheung, Ji Jin-hee                                                           | Perhaps Love OST        |
| 2005 | "Life's Montage"                | Ji Jin-hee                                                                         | Perhaps Love OST        |
| 2005 | "A Beautiful Story"             | Ji Jin-hee, Takeshi Kaneshiro                                                      | Perhaps Love OST        |
| 2009 | "Difficult to Love You"         | Ji Jin-hee                                                                         | He Who Can't Marry OST  |
| 2010 | "We"                            | Jang Dong-gun, Kim Seung-woo, Hwang Jung-min, Ji Jin-hee Gong Hyung-jin, Lee Ha-na | Actors Choice sencillo  |
| 2010 | "In Life We Are Alone"          | Ji Jin-hee                                                                         | Looking for My Wife OST |

## Libro
| Año  | Título                                    | Publicado  | ISBN               |
| ---- | ----------------------------------------- | ---------- | ------------------ |
| 2009 | Ji Jin-hee in Italy: A Walk in the Clouds | Seed Paper | ISBN 9788996187615 |

## Premios y nominaciones
| Año  | Premio                    | Categoría                                      | Nominación                      | Resultado |
| ---- | ------------------------- | ---------------------------------------------- | ------------------------------- | --------- |
| 2004 | SBS Drama Awards          | premio excelencia, Actor de Drama especial     | Miss Kim's Million Dollar Quest | Ganador   |
| 2009 | KBS Drama Awards          | premio alta excelencia, Actor                  | He Who Can't Marry              | Nominado  |
| 2009 | KBS Drama Awards          | premio excelencia, Actor de Miniseries         | He Who Can't Marry              | Ganador   |
| 2010 | MBC Drama Awards          | premio alta excelencia, Actor                  | Dong Yi                         | Ganador   |
| 2011 | Hong Kong Cable TV Awards | mejor actor                                    | Dong Yi                         | Ganador   |
| 2011 | CETV Awards               | Top 10 Hottest Asia Award                      | Dong Yi                         | Ganador   |
| 2012 | SBS Drama Awards          | premio alta excelencia, Actor de Drama especia | The Great Seer                  | Nominado  |
| 2014 | SBS Drama Awards          | premio excelencia, Actor de Drama especia      | One Warm Word                   | Nominado  |
| 2015 | 4th APAN Star Awards      | premio excelencia, Actor de serie              | I Have a Lover                  | Nominado  |
| 2015 | SBS Drama Awards          | mejor pareja junto a Kim Hyun-joo              | I Have a Lover                  | Ganador   |
| 2015 | SBS Drama Awards          | Top 10 Star Award                              | I Have a Lover                  | Ganador   |